# Armée du Trans-Mississippi
L'armée du Trans-Mississippi était une grande armée confédérée appartenant au Département Trans-Mississippi pendant la guerre de Sécession. Elle fut la dernière grande armée de la Confédération à rendre les armes, exactement un mois après celle commandée par le général Joseph E. Johnston sur le théâtre oriental. Au mois de mai 1865, elle combattit à la bataille de Palmito Ranch, et y remporta une victoire pour les Confédérés.

## Contexte

Opérations du théâtre Trans-Mississippi

La Confédération détacha le Département du Trans-Mississippi de son Département de l'Ouest le 26 mai 1862. Il était principalement composé des quatre États confédérés situés à l'est du fleuve Mississippi (Texas, Louisiane, Arkansas, et Missouri) et incluait deux territoires confédérés, le territoire indien et l'Arizona confédéré, couvrant approximativement les États actuels de l'Oklahoma), du Nouveau-Mexique et de l'Arizona. Le commandement de la zone fut confié au major-général T. H. Holmes. Le Trans-Mississippi vit se dérouler de nombreuses opérations menées par des forces autonomes, comme celles de Sterling Price, William Quantrill ou, au Missouri, les francs-tireurs rebelles appelés bushwhackers.

## L'armée
L'armée du Trans-Mississippi comptait originellement plus de 50 000 hommes, mais moins de 43 000 à la fin de la guerre,. Ses principales campagnes furent la campagne du Nouveau-Mexique de Sibley, la campagne de Red River de Banks et le raid commandé par Price au Missouri. Le général E. Kirby Smith se rendit le 26 mai 1865, alors que beaucoup de ses soldats avaient déjà regagné leurs foyers.
Les 12 et 13 mai 1865, une bataille fut livrée à Palmito Ranch, plusieurs jours après l'arrêt des hostilités. Ce fut une victoire pour les troupes Confédérées. Le dernier contingent terrestre de la Confédération, le 1st Cherokee Mounted Rifles, conduit par le brigadier-général confédéré Stand Watie (par ailleurs chef de la nation Cherokee) se rendit le 23 juin 1865, au moment où Sterling Price et Joseph O. Shelby, refusant de se rendre et entraînant avec eux ce qui restait de leur armée du Missouri, franchissaient le Río Grande (fleuve) pour se réfugier au Mexique.

## Organisation
- Armée du Trans-Mississippi, Ier Corps (quartier-général à Shreveport, Département de Louisiane).

Corps sous le commandement de Simon Bolivar Buckner, Sr..
- Armée du Trans-Mississippi, IIe Corps (Département Arkansas - Missouri).

Corps créé le 4 août 1864 sous le commandement de John B. Magruder,.
- Armée du Trans-Mississippi, IIIe Corps (quartier-général à Galveston, Département du Texas).

Corps créé le 4 août 1864 sous le commandement de John George Walker,.
- Armée du Trans-Mississippi, Corps de cavalerie

Corps créé le 4 août 1864 sous le commandement de Sterling Price.
- Armée du Trans-Mississippi, Corps de réserve.

Corps créé le 10 septembre 1864, en soutien à l'Armée du Trans-Mississippi.